# Santa Mónica (Ciudad del Plata)
Santa Mónica, es una urbanización o barrio de la ciudad uruguaya de Ciudad del Plata en el departamento de San José.

## Ubicación
El barrio se encuentra situado en la zona noroeste de la ciudad, al norte de la ruta 1 y comienza a la altura del km 30,500 hasta km 32.

## Características
Hasta el año 2006, Santa Mónica era uno de los fraccionamientos independientes ubicados en el departamento de San José, al oeste de la ciudad de Montevideo. En sus inicios se constituyó como una oferta de suelo residencial de bajo costo, orientada principalmente a obreros, empleados y pasivos, teniendo múltiples carencias de infraestructuras y servicios. Desde 2006 pasó a formar parte de la Ciudad del Plata, por ley 18052, del 25 de octubre de 2006.

## Demografía
Según el censo del año 2011, el barrio contaba con una población de 1662 habitantes.
| 745           | 1298 | 1440 | 1662 |
| (Fuente: INE) |      |      |      |